# 證詞 (哲學)
在哲學中，證詞或證言（英語：testimony）是一個實體（個人或團體等）向另一個實體傳達的命題，無論是透過言語、文字還是面部表情，都是基於實體的知識庫。 如果條件滿足評估表達者的可靠性（其證詞是否經常是真實的）和接收者擁有積極的理由（例如，表達者沒有偏見）等條件，則基於證詞相信的命題是合理的。
我們也可以理性地接受基於他人證詞的主張，除非發現以下至少一項是真實的：
- 該主張是不可信的
- 引述主張的人或來源缺乏可信度
- 該主張超出了該人根據其自身經驗和能力所能了解的範圍[3]